# Feed (film)
Feed är en svensk skräckfilm från 2022. Filmen är regisserad av Johannes Persson, med manus skrivet av Paolo Vacirca och Henry Stenberg. Filmen hade biopremiär i Sverige den 28 oktober 2022, utgiven av Nordisk Film.
Filmens kreativa producent Joakim Lundell beskriver filmen som en "”klassisk skräckfilm” inspirerad av amerikanska föregångare med en tydlig antagonist och ett gäng ungdomar" medan regissören Johannes Persson jämför filmen med Hajen från 1975.

## Handling
Filmen följer en grupp sociala medier-experter som anlitas för att hjälpa ett gammalt familjeföretag. Snart är de fast på en liten ö i en sjö där en uråldrig häxa sägs vila… Så börjar en kamp på liv och död mot ett okänt väsen.

## Rollista
- Sofia Kappel – Josefin
- Molly Nutley – Elin
- Vincent Grahl – Dimman
- Annica Liljeblad – Ragnhild
- Amanda Lindh – Kirsten
- Joel Lützow – Jens
- Mikael Odhag – Ulf
- Emelina Rosenstielke – Ava
- Emma Suki – Nikolina Kostov

## Produktion

### Bakgrund
Filmen bygger på en idé av Joakim Lundell och Paolo Vacirca och har varit under produktion sedan 2020 med förutsättningen att göra en klassisk skräckfilm inspirerad av filmer som Scream, Jag vet vad du gjorde förra sommaren och Fredagen den 13:e.

### Produktion
Filmen producerades av Alexander Eriksson och Paolo Vacirca på Scandinavian Content Group, tillsammans med Joakim Lundell som kreativ producent.
Inspelningarna påbörjades i slutet av maj 2022 på Ljusterö i Stockholms skärgård.

## Mottagande
Feed fick ett positivt till ljummet mottagande av kritikerna och snittade på ett slutbetyg på 3,0 på kritiker.se. Filmen fick däremot ett desto bättre mottagande av biobesökarna och samlade 40 000 besökare under premiärhelgen.
Filmen vann publikpriset vid Guldbaggegalan 2023.

## Fortsättning
I slutet av november 2022 berättade filmens producent Paolo Vacirca att en uppföljare planerades med Joakim Lundell.